# Lahti L-39
El Lahti L-39 o 20 pst kiv/39 en su designación oficial finlandesa es un fusil antitanque empleado durante la Segunda Guerra Mundial. Su tamaño dificultaba su transporte. Fue apodado "Norsutykki" (fusil para elefantes, en finés) y al aumentar el espesor del blindaje de los tanques, fue empleado como fusil de francotirador de largo alcance, para hostigamiento de tanques y vehículos blindados y como arma antiaérea improvisada.

## Desarrollo
Aimo Lahti tenía dudas sobre su idea original para una ametralladora antitanque calibre 13 mm, así que empezó a trabajar en un diseño calibre 20 mm. Los oficiales que deseaban armas antitanque de menor calibre creían que la velocidad de las balas de 20 mm era insuficiente para penetrar el blindaje y que un arma con una alta cadencia de fuego y menor calibre sería más efectiva. Por tales motivos, Lahti diseñó dos armas antitanque: una ametralladora calibre 13,2 mm y un fusil calibre 20 mm. Tras probar ambas armas en 1939, notaron que el fusil de 20 mm tenía un mayor poder de penetración, a 100 m con un ángulo de 90° penetraba en blindajes de 30 mm; a 300 m con ángulo de 90° en blindajes de 25 mm. Los primeros prototipos fueron fabricados en el calibre 20 x 113 desarrollado por el propio Lahti, sin embargo, en los ejemplares de producción se cambió al más común 20 x 138 B, más poderoso; y que aceptaba una amplia variedad de proyectiles (AP, AP-T, incendiarias, HE, etc).

## Historial de combate
Durante la Guerra de Invierno, Finlandia padeció la falta de armamento antitanque. Solo dos fusiles de 20 mm y unas cuantas ametralladoras de 13,2 mm fueron enviadas al frente, en donde las ametralladoras demostraron ser ineficaces y poco fiables, mientras que los fusiles de 20 mm se enfrentaron con éxito a los automóviles blindados y tanques soviéticos. El fusil también fue ampliamente empleado en la táctica "Cold Charlie", en la cual los finlandeses empleaban un maniquí para simular a un oficial desprotegido, que atraía el fuego de los francotiradores soviéticos, empleando luego el Lahti L-39 para eliminar al francotirador soviético.

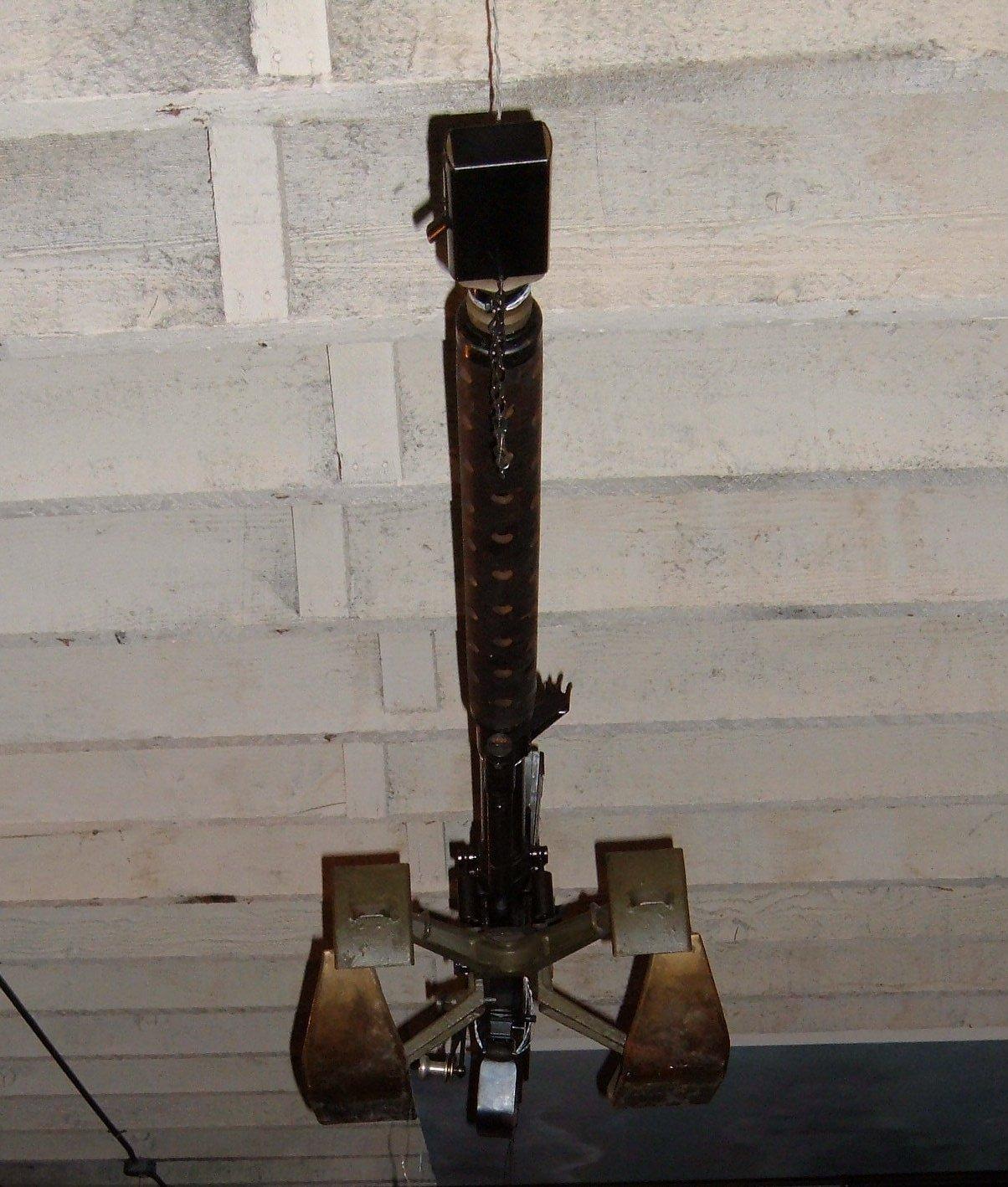
Un L-39 empleado en la Guerra de Continuación, expuesto en el Museo Militar Sgt. Richard Penry Medal of Honor Memorial de Petaluma, California.

A pesar de que este fusil no era capaz de penetrar el blindaje de los nuevos tanques soviéticos como el T-34 y el KV-1 empleados en la Guerra de Continuación, demostró ser bastante efectivo contra las troneras de búnkeres, blancos situados a grandes distancias e incluso aviones. Se fabricó una pequeña cantidad de una versión totalmente automática del L-39 para emplearse como fusil antiaéreo denominado 20 it kiv/39-44 . Otros blancos predilectos eran francotiradores y los diversos puntos débiles de los tanques, como las escotillas abiertas, especialmente si se empleaba munición con fósforo blanco. Incluso era capaz de dañar las torretas de los tanques y bloquear el mecanismo elevador del cañón. 
Los tiradores observaron que el L-39 era difícil de transportar en combate. Su cargador pesaba casi dos kg más que el subfusil Suomi M31. El fusil completo pesaba unos 50 kilogramos y generalmente era remolcado por renos o caballos, pero también podía ser transportado por varios hombres. En combate, un equipo de dos hombres movían y disparaban el fusil. Algunos fusiles eran simplemente abandonados en medio de la batalla, debido a su facilidad para ser reemplazados. Para el final de la guerra, más de 1900 fusiles antitanque L-39 habían sido fabricados por la VKT (Valtion Kivääritehdas, "Fábrica Estatal de Fusiles" en finés) y empleados en combate. 
Varios de estos fusiles antitanque quedaron en servicio activo tras la Segunda Guerra Mundial como arma antihelicóptero, mientras que otros más fueron vendidos a coleccionistas, mayoritariamente de los Estados Unidos. Hoy en día estos fusiles antitanque, especialmente aquellos que todavía funcionan, son muy escasos y buscados. Algunos fusiles antitanque desactivados (mediante la soldadura de una barra de acero en la recámara) fueron reactivados debido a su valor. Como la munición que emplean es sumamente difícil de obtener, frecuentemente son recalibrados para emplear cartuchos 12,7 x 99 OTAN y así abaratar el costo de su empleo. En los Estados Unidos, la tenencia de este tipo de fusiles por parte de civiles es posible, dependiendo de las leyes federales y de cada estado. Ya que este fusil dispara balas de un calibre mayor a 12,7 mm, es considerado un "aparato destructivo" y está sujeto al Acta Nacional sobre Armas de Fuego de 1934. Su tenencia por parte de civiles depende de esta ley y las de cada estado respecto a los "aparatos destructivos".